# Evergreen International Airlines

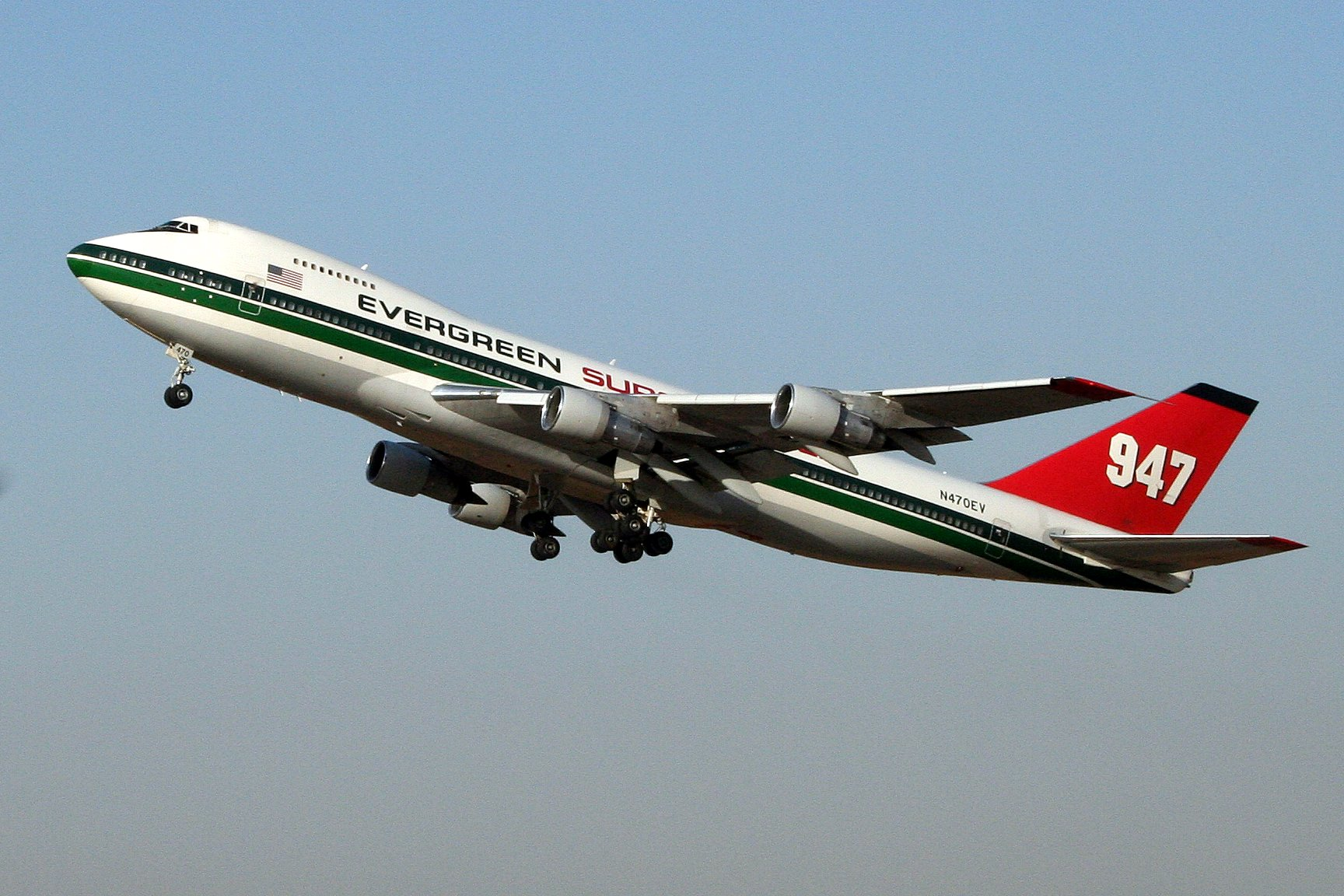
Een vliegtuig in de kleuren van Evergreen International Airlines.

Evergreen International Airlines was een vrachtluchtvaartmaatschappij met als thuishaven McMinnville in Oregon in de Verenigde Staten. Zij leverde vluchten met vrachtvliegtuigen, zowel charters op lange en korte termijn, en reguliere vluchten. De maatschappij leverde ook diensten aan het Amerikaanse leger, de Postdienst van de Verenigde Staten en ad-hocchartervluchten. 
Op 31 december 2013 werden de diensten gestaakt en vroeg de maatschappij een faillissement aan.
Evergreen International Airlines was gestationeerd op Rickenbacker International Airport, Columbus (Ohio), John F. Kennedy International Airport, New York en Columbus Metropolitan Airport, zij had ook een hub op Hong Kong International Airport. 

## Code informatie
IATA: EZ

ICAO: EIA

Roepletters: Evergreen.

## Geschiedenis
De luchtvaartmaatschappij werd door Delford Smith (stichter en eigenaar) gesticht en leverde vanaf 1960 diensten onder de naam Evergreen Helicopters. Later kocht het bedrijf een luchtvaartcertificaat van Johnson Flying Service en veranderde haar naam in Evergreen International Airlines. Evergreen International Airlines was volledig in handen van de in 1979 opgezette houdstermaatschappij Evergreen International Aviation (Delford Smith)

## Luchtvloot

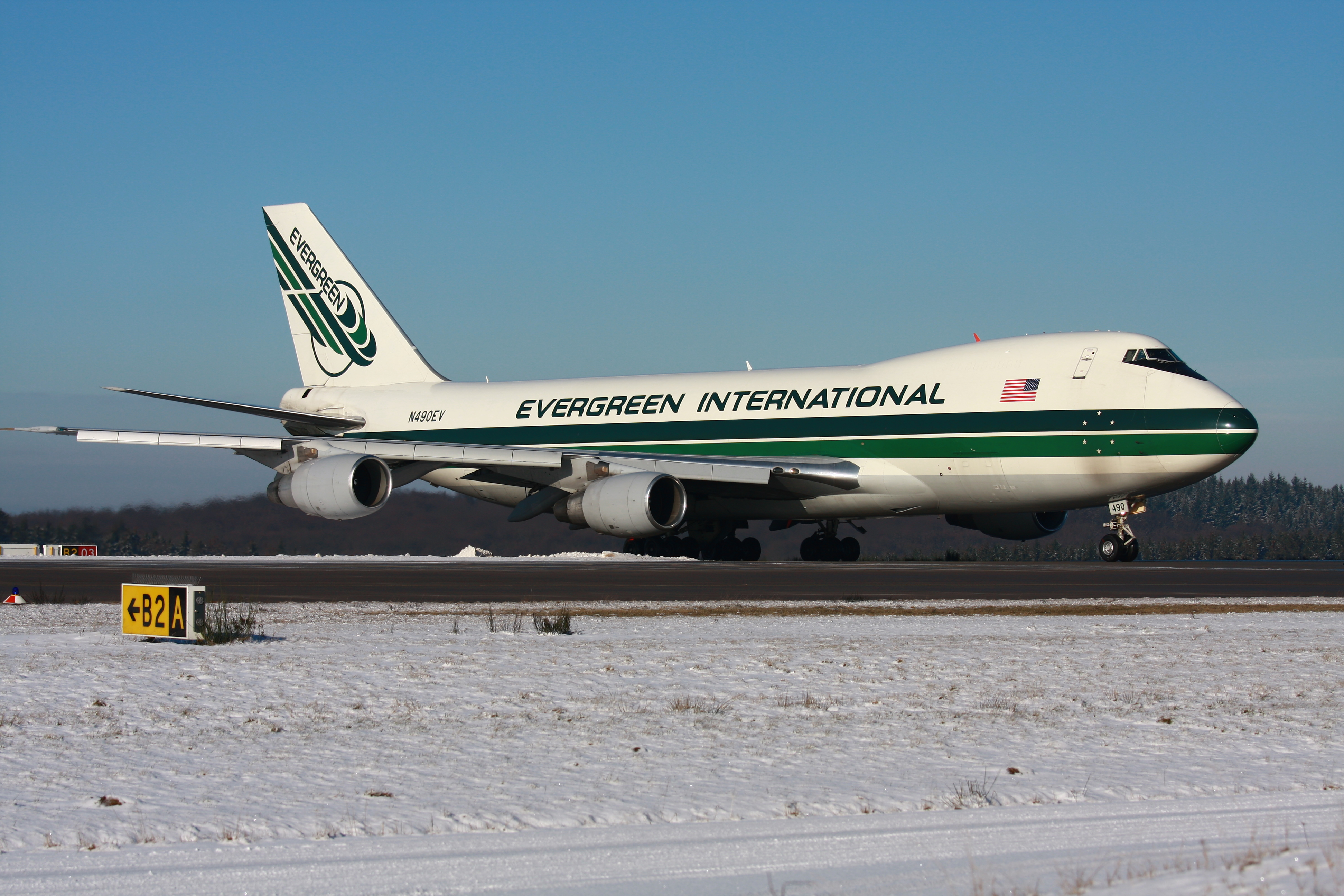
Evergreen B747-200F.

De luchtvloot van Evergreen International Airlines bestond per oktober 2010 uit de volgende vliegtuigen:
- 2 Boeing 747-100's
- 7 Boeing 747-200's
- 1 Boeing 747-400